# Loxerebia diminuta
Loxerebia diminuta är en fjärilsart som beskrevs av Goltz 1939. Loxerebia diminuta ingår i släktet Loxerebia och familjen praktfjärilar. Inga underarter finns listade i Catalogue of Life.